# Liste der Metropoliten von Thessaloniki
Die folgenden Personen waren Bischöfe, Erzbischöfe und Metropoliten von Thessaloniki:
- Gaius
- Silvanus
- Aristarchus
- Nicholas I. 160
- Artemius
- Alexander I. 305–335
- Ioannis I.
- Aetius 342–347
- Eirinius 355
- Paphlinus
- Ascholius 379–384
- Anysius 384–407
- Rufus 407–434
- Anastasius I. 434–451
- Aphxitheus der Evdoxius 451–458
- Andreas 481–494
- Dorotheus I. 494–520
- Aristeidis 520–535
- Ilias 553
- Thalalephs
- Theodosius I. 585
- Eusebius 585–603
- Plotinus 616
- Ioannis II. 617–626, 603–610
- Paphlus I. 649
- Ioannis III. 680
- Sergius 690
- Konstantin I.
- Basileios I. 772
- Theophilus  ?–787
- Thomas
- Iosif I. Studites 811–821, 807–809
- Leon der Mathematiker 839–840
- Antonius der Bekenner 843
- Basileios II. 843–865
- Theodoros 866–869
- Paphlus II. 880–882
- Gregor I. 882
- Methodius 889
- Ioannis IV. Thessaly 892–904
- Basileios III. der Bekenner 904–?
- Anatolius
- Isidor I. 1016
- Nikitas I.
- Theophanis I. 1031–1038
- Promithephs 1038
- Theodoulos 1086–1107
- Konstantin II. 1110
- Michail I. 1122
- Nikitas II. 1133
- Basileios IV. (Ohrid) 1145–1168
- Eustathios (Katafloros) 1178–1195
- Konstantin III. (Mesopotamitis) 1198–1199
- Chrysanthus 1199–1202
- Konstantin III. (Mesopotamitis) 1204–1223
- Nikitas III.
- Iosif II. 1232–1235
- Michail II. (Palatanos) 1235
- Manouil 1235–1261
- Ioannikios der Quince 1261
- Dimitrius 1282–1285
- Ignatius I. 1284/1285–1293?
- Iakovas 1293–1299
- Iakovas I. 1300–1315
- Jeremias 1315–1322
- Effimianos 1322
- Ioannis Well (Kalekas) 1322–1332
- Gregor II. (Koutales) 1332–1334/36
- Ignatius II. (Glabas) 1336–1341
- Makarius I. 1342–1344
- Hyakinthus 1345–1346
- Gregorios Palamas 1347–1359
- Neilos Kabasilas 1360–1363
- Antonius ca. 1363–ca. 1371
- Dorotheus II. (Blates) 1371–1379
- Isidore II. (Glabas) 1380–1396
- Gabriel I. 1397–1416/17
- Symeon 1416/17–1429
- Gregor III. ca. 1432–ca. 1437/38
- Methodius ca. 1439–1467
- Niphon 1482–1486
- Makarius II. 1517–1536
- Theonas 1539
- Theophanis II. 1544
- Gregor-David
- Ioasaf I. 1560–1578
- Mitrophanis 1585
- Gabriel II. 1594
- Matthaius I. 1596
- Ioasaf II. (Argyropoulos) 1596
- Sophronius I. 1606
- Zosimas 1607
- Parthenius 1611
- Athanasius II. 1622–1634
- Damaskinos I. 1634–1636
- Kallinikos I. 1636–1639
- Theoklitos 1645–1651
- Ioakeim I. 1651–1666
- Dionysius 1666–1671
- Anastasius II. 1671
- Meletius I. 1672–1684
- Methodius 1687–1696
- Ignatius III. 1698–1712, 1723
- Iakovos II. 1712
- Ananias 1728
- Ioakeim II. 1734–1744
- Gabriel (Calimachi) III. 1745–1752
- Spyridon 1760–1761
- Neophytos I. 1767
- Theodosius II. 1767–1769
- Damaskinos II. 1769–1780
- Iakovos III. 1780
- Gerasimos 1788–1815
- Iosif III. 1815–1821
- Matthaius II. 1821–1824
- Makarius III. 1824–1830
- Meletius II. 1830–1841
- Hieronymos 1841–1853
- Kallinikos II. 1853–1861
- Neophytos II. 1861–1874
- Joachim III. 1874–1878
- Kallinikos III. (Fotiadis) 1878–1884
- Gregor IV. (Kallidis) 1885–1889
- Sophronius II. 1889–1893
- Athanasius II. (Megakles) 1893–1903
- Alexandros II. (Rigopoulos) 1903–1910
- Ioakeim IV. (Sgouros) 1910–1912
- Gennadios (Alexiadis) 1912–1951
- Panteleimon I. (Papageorgiou) 1951–1968
- Leonidas (Paraskevopoulos) 1968–1974
- Panteleimon II. (Chrysofakis) 1974–2003
- Anthimos (Roussas) seit 2004